# Meral Tasbas
Meral Izabelle Tasbas, Baren-Meral, född 4 april 1979 i Göteborg, är en svensk dokusåpadeltagare, sångerska, skådespelare och programledare.

## Karriär
Meral Tasbas, som är uppvuxen i Karlstad,, blev känd i dokusåpan Baren på TV3, där hon medverkade i samtliga säsonger. Hon hade även ett eget TV-program på TV3 under 2002 som hette Meral-TV. År 2000 släppte hon singeln "Versene", där hon sjöng på turkiska. Meral har medverkat i filmen Hundtricket och Jönssonligan. Hon var gift med Emil Kokot mellan 14 april 2004 och 18 april 2005. Meral medverkade 2005 i dokusåpan Club Goa på TV3, som hon dock lämnade av personliga skäl. År 2008 lämnade hon dokusåpalivet bakom sig. Den 20 november 2008 började Meral blogga för finest.se.
Hon medverkade i andra säsongen av TV3:s serie Realitystjärnorna på godset som sändes under våren 2016.

## Diskografi
- 2000 - Versene

## Filmografi
- 2002 - Hundtricket
- 2012 - Den Sista Dokusåpan